# Ngưu Ma Vương

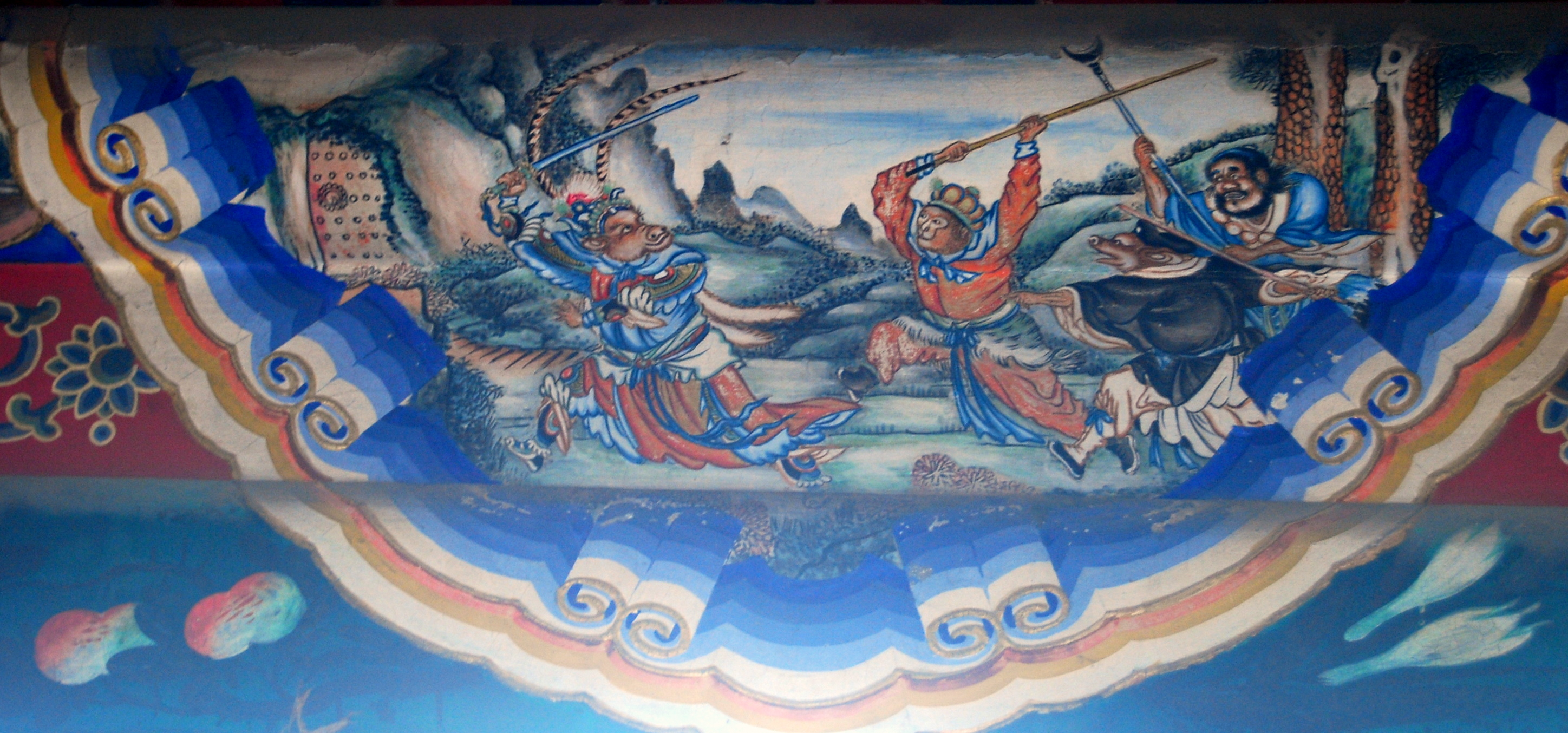
Trận chiến của Ngưu Vương và Tôn Ngộ Không. Bức tranh trong Hành lang dài của Cung điện Mùa hè ở Bắc Kinh.

Ngưu Ma Vương (phồn thể: 牛魔王; giản thể: 牛魔王), là một nhân vật hư cấu phản diện trong bộ truyện kinh điển Tây Du Ký có bản thể là ngưu. Trong tiếng Trung, ngưu chỉ chung đến cả trâu và bò, nhưng bản thể của Ngưu Ma Vương thường được mô tả giống trâu trong các tác phẩm văn hóa đại chúng. Ngưu Ma Vương là đại ca trong Thất Đại Thánh.
Ngưu Ma Vương tính cách phóng khoáng, lớn mật. Vợ là Thiết Phiến Công chúa, con là Hồng Hài Nhi. Khi thấy Tôn Ngộ Không biểu diễn 72 phép thần thông cùng Như Ý Kim Cô Bổng liền kết bái huynh đệ.
Là một trong số ít yêu ma có thể dùng sức mạnh thuần túy, không nhờ pháp bảo hay thần thông cũng có thể gây khó dễ cho Tôn Ngộ Không. Ngưu Ma Vương thích kết giao rộng rãi, có không ít mối quan hệ, danh khí khá lớn nên cũng có thể tính là một vị tuyệt thế kiêu hùng.

## Tên gọi
Có 4 tên gọi:
- Bình Thiên đại thánh: Là tên gọi xưng danh của Ngưu Ma Vương khi Tôn Ngộ Không đại náo thiên cung.
- Ngưu Ma Vương: Là tên gọi chính của Ngưu Ma Vương.
- Đại Lực Vương: Là tên mà Thổ Địa Hỏa Diệm Sơn gọi Ngưu Ma Vương.[1]
- Hỗn Thế Ma Vương[2]

## Ngoại hình
Vì bản thể là khuê ngưu nên Ngưu Ma Vương rất to lớn, hơn Tôn Ngộ Không nhiều nên làm đại ca. Khuôn mặt hình trâu, tay chân to lớn, vạm vỡ, ục mịch, thiếu linh hoạt.
Ngô Thừa Ân miêu tả như sau:
| “ | Đầu đội mũ thiết khôi sáng loáng, Áo giáp choàng bằng gấm đẹp sao. Giày thơm đánh phấn da hươu, Ngang lưng đai thẳng khác nào tướng tinh. Hai con mắt sáng xanh gương tỏ, Đôi lông mày cong tựa cầu vồng. Miệng như chậu máu đỏ hồng, Hàm răng chẳng khác bịt đồng đến kinh. Tiếng gầm rung rừng xanh chuyển động, Đi đến đâu gió lộng quỷ nhường. Tên là Hỗn Thế Ma vương, Tây phương Đại Lực lẫy lừng tiếng tăm. | ” |

## Phép thuật và binh khí
Trong hồi 61, Ngô Thừa Ân mô tả Ngưu Ma Vương có 72 phép thần thông biến hóa - Địa Sát Thất Thập Nhị Biến, ngang ngửa Tôn Ngộ Không.
"Ngưu Vương cũng có bảy mươi hai phép biến, võ nghệ cũng gần như Đại Thánh, chỉ phải cái thân người cục mịch, không linh hoạt."
Ngưu Ma Vương dùng binh khí là hỗn thiết côn. Cũng có lúc dùng binh khí của Thiết Phiến Công Chúa là hai cây thanh phong bảo kiếm.

## Gia Đình
- Thiết Phiến Công Chúa: là một tiên nữ, vợ cả của Ngưu Ma Vương, ngụ tại núi Thúy Vân và là mẹ ruột của Hồng Hài Nhi. Bà rất hiền lành, và tức giận Ngưu Ma Vương khi bỏ bà đi theo Ngọc Diện Công Chúa. Nhưng dù có như vậy bà vẫn hết lòng yêu thương Ngưu Ma Vương một lòng một dạ. Có một bảo bối là quạt Ba Tiêu. Còn có tên khác là Bà La Sát.
- Ngọc Diện Công Chúa: là một con hồ ly tinh, thiếp của Ngưu Ma Vương, ở núi Tích Lôi. Vô cùng giàu có, mỗi năm đưa lễ vật đến chỗ Thiết Phiến coi như tiền mua Ngưu Ma Vương về làm chồng. Sau này bị Bát Giới đánh chết.
- Hồng Hài Nhi (Thánh Anh Đại Vương): Có tuyệt kỹ Tam Muội Chân Hoả, chiêu mộ lính là trẻ em. Hồng Hài Nhi tuy nhỏ bé nhưng đã 300 tuổi, là một trong những địch thủ của Tôn Ngộ Không, từng dùng khói thiêu Tôn Ngộ Không và làm hắn trôi lềnh bềnh giữa sông.[5]
- Như Ý chân tiên: Là em trai của Ngưu Ma Vương, chú của Hồng Hài Nhi.[6] Ở động Phá Nhi (am Tụ Tiên), núi Giải Dương, Tây Lương nữ quốc. Hắn chiếm giữ suối Rụng Thai, ai muốn lấy nước để phá thai đều phải dâng lễ. Sau bị Tôn Ngộ Không đánh bại nhưng được tha chết.[7]

## Xuất hiện trong truyện
Tây du ký: Ngưu Ma Vương, trong những chương đầu của tiểu thuyết, kết nghĩa anh em với Tôn Ngộ Không và năm vị yêu vương khác: Giao Ma Vương, Bằng Ma Vương, Sư Đà Vương, Di Hầu Vương và Ngẫu Nhung Vương. Ông là người anh cả trong số bảy người, và tự xưng là "Bình Thiên Đại Thánh".
Sau đó, Ngưu Ma Vương gặp và kết hôn với Thiết Phiến công chúa, hai người sinh ra Hồng Hài Nhi. Ông xuất hiện lần nữa khi các nhân vật chính đến Hỏa Diệm Sơn trên đường đi thỉnh kinh. Tôn Ngộ Không cải trang thành Ngưu Ma Vương để lừa Thiết Phiến công chúa và lấy đi Quạt Ba Tiêu. Sau đó, Ngưu Ma Vương thật đến thăm Thiết Phiến công chúa, và bà phát hiện mình đã bị lừa. Ngưu Ma Vương cải trang thành Trư Bát Giới để đánh lừa Tôn Ngộ Không và lấy lại chiếc quạt.
Trong cuộc chiến với Tôn Ngộ Không và Trư Bát Giới, Ngưu Ma Vương hiện nguyên hình là một con trâu trắng khổng lồ. Lực lượng thiên đình, bao gồm bốn vị Kim Cương, Lý Thiên Vương, con trai thứ ba của ông là Thái tử Na Tra, Ngư Đỗ dược xoa và Cự Linh thần tướng xuất hiện theo lệnh của Phật Tổ và Ngọc Hoàng để bắt Ngưu Ma Vương. Khi Na Tra không thể diệt được Ngưu Ma Vương sau nhiều lần chém đầu (vì Ngưu Ma Vương cũng biết phép 72 phép biến hóa), ông đã gắn một chiếc bánh xe lửa của mình vào sừng của Ngưu Ma Vương, đồng thời thổi chân hỏa đốt cho Ngưu Ma Vương bị bỏng đau đớn. Trong khi đó, Lý Thiên Vương sử dụng kính chiếu yêu để ngăn Ngưu Ma Vương biến hình và trốn thoát. Sau khi bị bắt, Ngưu Ma Vương được Lý Thiên Vương và Na Tra thái tử đưa về đất Phật.

## Phim ảnh
Xem thêm: Phim ảnh

## Chuyển thể
- Bowser, nhân vật phản diện chính trong loạt trò chơi điện tử Mario, được lấy cảm hứng từ Ngưu Ma Vương. Nhà thiết kế của Nintendo, Shigeru Miyamoto tuyên bố rằng ông ấy đã hình dung Bowser là một con bò, dựa trên Ngưu Ma Vương trong bộ anime năm 1960, Alakazam the Great (Tây Du Ký).[11]
- Trong bản phim truyền hình Tây Du Ký 1996, Ngưu Ma Vương và Thiết Phiến Công Chúa đã biết Tôn Ngộ Không từ khi còn bé (họ học cùng trường, ở đây Tôn Ngộ Không đã học các phép của mình) và sẵn lòng cho Tôn Ngộ Không mượn quạt Ba Tiêu. Nhưng Hồng Hài Nhi đã không cho mẹ đưa quạt, Ngộ Không đành phải chui vào bụng để ép bà cho mượn quạt.
- Là phản diện chính trong bộ phim năm 1988, Doraemon: Nobita Tây du kí. Trong phim, ông trở thành người cai trị Nhật Bản sau khi Doraemon và Nobita vô tình giải thoát yêu quái khỏi một trò chơi thế kỷ 22 dựa trên Tây du ký. Kết quả là, những người thân của nhân vật chính cũng bị biến thành yêu quái. Để cứu Nhật Bản, họ du hành ngược thời gian để ngăn chặn điều này xảy ra.
- Trong bộ phim Mỹ Hầu Vương năm 2014, Ngưu Ma Vương (Aaron Kwok) tiến hành chiến tranh với Thiên đình. Phần lớn Thiên đình bị phá hủy trong trận chiến, và Ngưu Ma Vương đối đầu với Ngọc Hoàng (Châu Nhuận Phát), người cai trị Thiên đình. Ngưu Ma Vương bị Ngọc Hoàng đánh bại và giết chết.
- Trong phim hoạt hình chủ đề LEGO Monkie Kid, dựa trên Tây Du Ký, Ngưu Ma Vương là nhân vật phản diện chính, tìm cách chiếm lấy một thế giới hiện đại cùng với vợ và con trai của mình. Trong loạt phim hoạt hình dựa trên chủ đề này, ông được lồng tiếng bởi Steven Blum.
- Trong Dragon Ball, Ngưu Ma Vương là một con người có thể chất đáng kinh ngạc. Thay vì là chồng, ông là cha của Thiết Phiến Công Chúa, tức là Chi-Chi.
- Trong bộ phim Tây Du Ký: Ngưu Ma Vương (西游之牛魔王) năm 2017, Ngưu Ma Vương là nhân vật chính.[12]
- Được thủ vai bởi Louis Fan trong bộ phim Ngưu Ma Vương (牛魔王之魔王再临) năm 2023, với tư cách là nhân vật chính.[13]
- Được thủ vai bởi Leonard Wu trong bộ phim truyền hình Mỹ năm 2023, American Born Chinese.
- Ngưu Ma Vương xuất hiện trong trò chơi Black Myth: Wukong.